# Konzert Theater Coesfeld

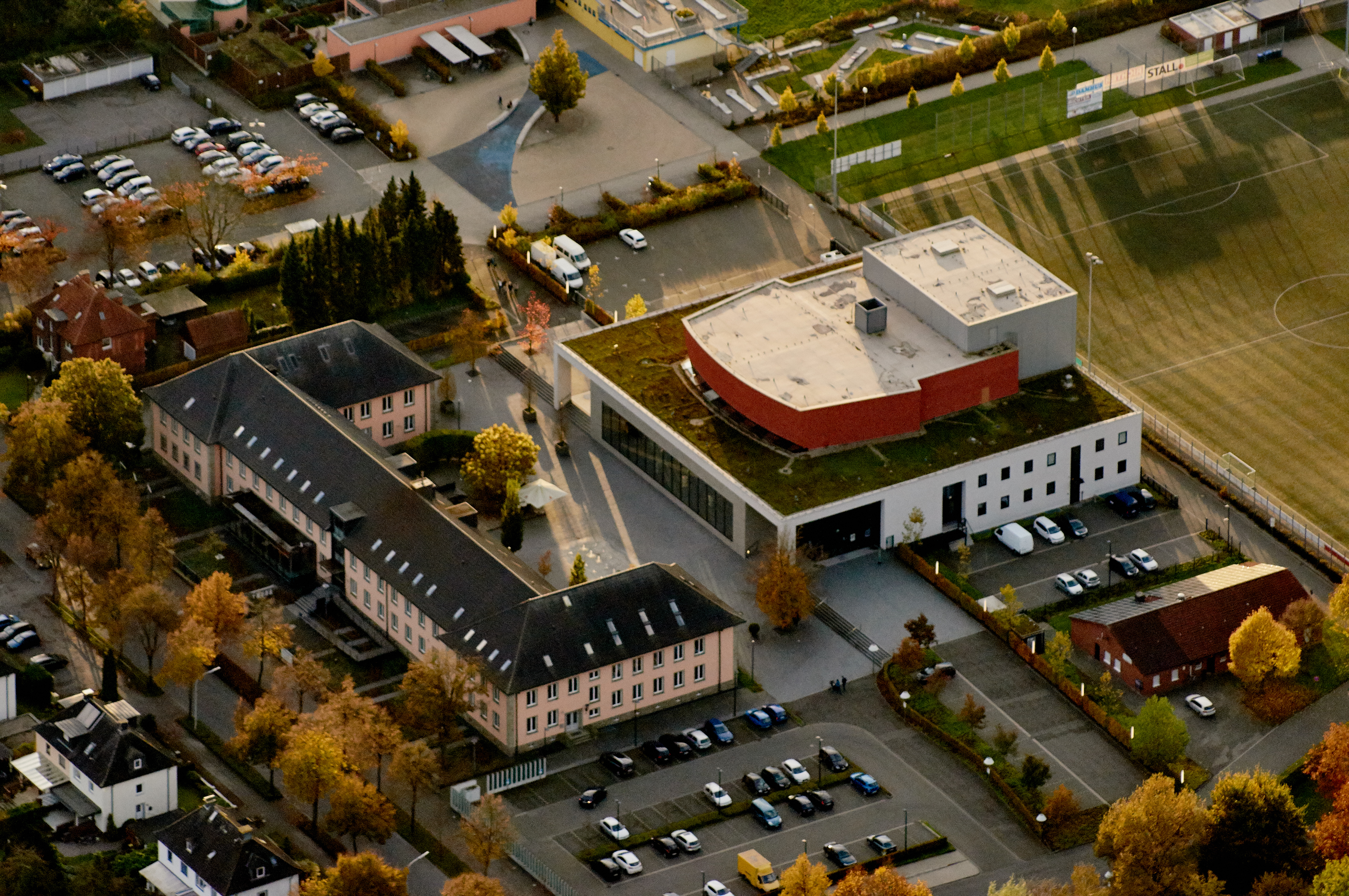
Konzert Theater Coesfeld und WBK

Das Konzert Theater Coesfeld ist ein Theatergebäude in Coesfeld.

## Geschichte
Das Theater wurde nach Entwürfen des Coesfelder Architektur- und Ingenieurbüros Bock Neuhaus Partner gebaut. Das in der Fläche etwa 50 × 50 Meter messende Gebäude wurde auf dem Gelände hinter dem früheren Kreiswehrersatzamt errichtet, wo zuvor ein Kartenlager gestanden hatte. Der erste Spatenstich fand am 6. Mai 2005 statt. Die Baukosten betrugen rund 16 Mio. Euro, die von einer Unternehmerfamilie aufgebracht wurden. Das Theater wurde am 19. und 20. April 2007 mit den Aufführungen von Beethovens 9. Sinfonie und Mozarts Zauberflöte feierlich in Betrieb genommen.

## Technik und Ausstattung
Das Konzert Theater Coesfeld verfügt über bis zu 623 Sitzplätze, die von der Bühne zu den hinteren Rängen hin in ansteigenden Reihen angeordnet sind. Darüber befindet sich die 21 Meter breite Z-Brücke. Je nach Veranstaltung werden unterschiedliche Bestuhlungen vorgesehen. Die Bühne selbst ist variabel gestaltbar und kann dadurch verschiedensten Anforderungen gerecht werden. Insgesamt sind 13 verschiedene Bühnengrößen möglich. Die ersten sechs Sitzreihen können abmontiert werden, um Platz für eine große Vorbühne zu schaffen oder einen Teil des Bühnenbodens für den bis zu 2,7 Meter tiefen Orchestergraben abzusenken. Der Graben kann entweder mit 70 oder 100 m² Fläche eingerichtet werden. Für spezielle Veranstaltungen wird nicht der große Saal, sondern eine Studiobühne genutzt. Für reine Konzertveranstaltungen steht eine Konzertmuschel zur Verfügung. Die Akustik lässt sich über eine ausgefeilte Lamellentechnik feinsteuern.

## Programm
Das Programm umfasst Darbietungen aus Schauspiel, Oper, Operette, Musical und Tanz sowie Konzerte. Daneben werden Entertainment-Veranstaltungen geboten. Für das Programm zeichnet die Ernsting Stiftung Alter Hof Herding verantwortlich.